# Сунђер Боб Коцкалоне филм
Сунђер Боб Коцкалоне филм (енгл. The SpongeBob SquarePants Movie) амерички је анимирано-играни филм из 2004. године базиран на Никлодионовој анимираној ТВ серији Сунђер Боб Коцкалоне чији је творац Стивен Хиленбург. Филм је у почетку био замишљен као финале серије, али је серија ипак настављена што је проузроковало да Стивен Хиленбург напусти место извршног продуцента што је касније припало Полу Тибиту.

## Радња
Радња почиње када неименовани гусар пронађе карте за Сунђер Боб Коцкалоне Филм  и  донесе је свом капетану и одмах након тога су гусари одмах појурили у биоскоп да гледају филм. Филм почиње Сунђер Бобовим сном о томе да постане менаџер Кеба Крабе 2 пошто Кеба Краба отвара Код Кеба Крабе 2 , а неможе да у исто време да води оба ресторана. Зато време Планктон пронађе неискоришћени План З у коме пише да украде круну краља Нептуна, пошаље је у Шкољкоград(место из кога се нико није вратио) и оптужи Кеба Крабу да је то урадио. На свечаном отварању Кеба Крабе 2 Кеба Краба је изабрао Лигњослава за новог менађера сматрајући да је Сунђер Боб још увек дете. Планктон уради оно што је план захтевао и следећег дана је краљ Нептун дошао у Кеба Крабу 2 да убије господина Крабу,али Сунђер Боб штити господина Крабу и замолио је краља Нептуна да он оде по његову круну. Нептун је тада одлучио да их обојицу убије,али је одустао када је његова ћерка Миранда(Минди) замолила да послуша Сунђер Боба. Нептун је пристао и дао је Сунђер Бобу 10 дана да дође са његовом круном,али због Патрика је смањено на 6. Нептун је замрзао Кеба Крабу,а Сунђер Боб и Патрик су отишли промотивним Кеба Краба колима у Шкољкоград. Планктон је коначно украо рецепт и почео је да продаје кебине пљескавице. Послао је плаћеног убицу Дениса да убије Сунђер Боба и Патрика да не би дошли до круне. Лигњослав је открио да је Планктон украо круну и хтео га је пријавити краљу Нептуну, али је Планктон укључио контролу мозга код својих муштерија које су напале Лигњослава и претворили га у роба под контролом мозга. 
Сунђер Боб и Патрик су изгубили кола у бекству од чудовишта који их је хтело да поједе. Хтели су да се врате кући, али их је Минди охрабрила да наставе пут. Стигао их је Денис и замало их није убио али га је згазио ронилац кога зову киклоп који је узео Сунђер Боба и Патрика и одвео их у Шкољкоград где их је убио светлошћу лампе. Вратили су се у живот када је њихове последње сузе ушле у прекидач за струју покрећајући прскалицу.
Сунђер Боба и Патрика заједно са круном их је у Коралово на време довео Дејвид Хаселхоф. На Дејвиду Хаселхофу се водила борба између Сунђер Боба и Патрика против Дениса у којој је Денис обезглављен. Сунђер Боб и Патрик стижу на време, али на Нептуна пада Планктонова кацига за контролу мозга и он постаје Планктонов роб. Сунђер Боб добија самопоуздање и претвара се у чаробњака који је ослободио све робове укључујући и Нептуна и поразио Планктона који је после ухапшен. Сунђер Боб је због тог херојског подухвата добио посао менађера Кеба Крабе 2.
У завршној сцени гусари напуштају биоскопску салу.

## Улоге
| Глумац           | Улога                |
| ---------------- | -------------------- |
| Том Кени         | Сунђер Боб Коцкалоне |
| Бил Фегрбаке     | Патрик Звезда        |
| Кленси Браун     | Кеба Краба           |
| Роџер Бампас     | Лигњослав Пипак      |
| Мистер Лоренс    | Планктон             |
| Алек Болдвин     | Денис                |
| Дејвид Хаселхоф  | самог себе           |
| Скарлет Џохансон | принцеза Минди       |
| Џефри Тамбор     | краљ Нептун          |
| Џил Тали         | Карен                |
| Керолајн Лоренс  | Сенди Обрашчић       |
| Мери Џо Катлет   | госпођа Пуфна        |